# Moutier-d'Ahun
Moutier-d'Ahun är en kommun i departementet Creuse i regionen Nouvelle-Aquitaine i de centrala delarna av Frankrike. Kommunen ligger i kantonen Ahun som tillhör arrondissementet Guéret. År 2022 hade Moutier-d'Ahun 161 invånare.

## Befolkningsutveckling
Antalet invånare i kommunen Moutier-d'Ahun
Referens:INSEE